# Гуайнабо (Пуэрто-Рико)

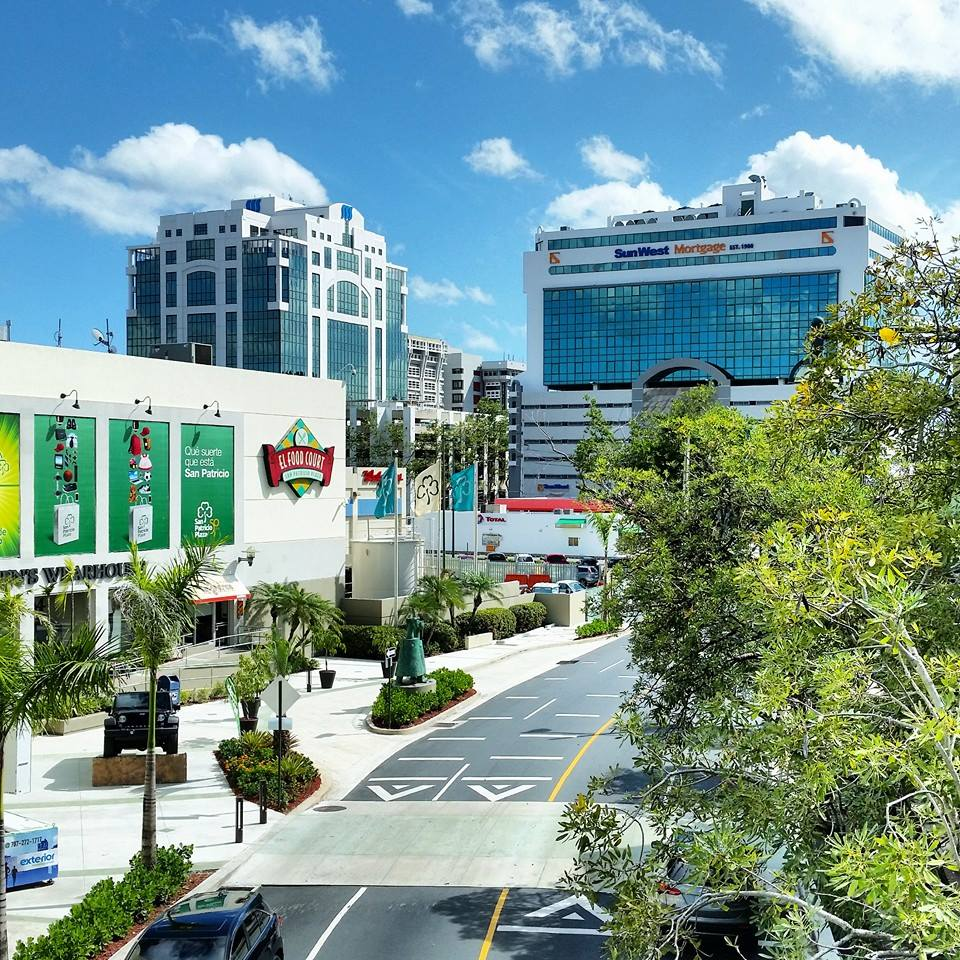
Деловой центр Гуайнабо

Гуайнабо (исп. Guaynabo) — муниципалитет Пуэрто-Рико островной территории в составе США. Считается частью столичного региона Сан-Хуан.
Расположен в северной части острова Пуэрто-Рико из группы Больших Антильских островов в Карибском море севернее г. Агуас-Буэнас, южнее г. Катаньо, к востоку от г. Баямон и к западу от Сан-Хуана в плодородной долине, с благоприятными климатическими условиями для выращивания табака, грейпфрутов, овощей, кофе и сахарного тростника.
Площадь муниципалитета составляет 70 км² (63-е место по этому показателю среди 78 муниципалитетов Пуэрто-Рико).
Численность населения согласно переписи 2020 год составляло 89 780 человек.

## История
Город Гуайнабо был основан в 1769 году.

## Населённые пункты
Основным населённым пунктом муниципалитета Гуайнабо является одноимённый город:

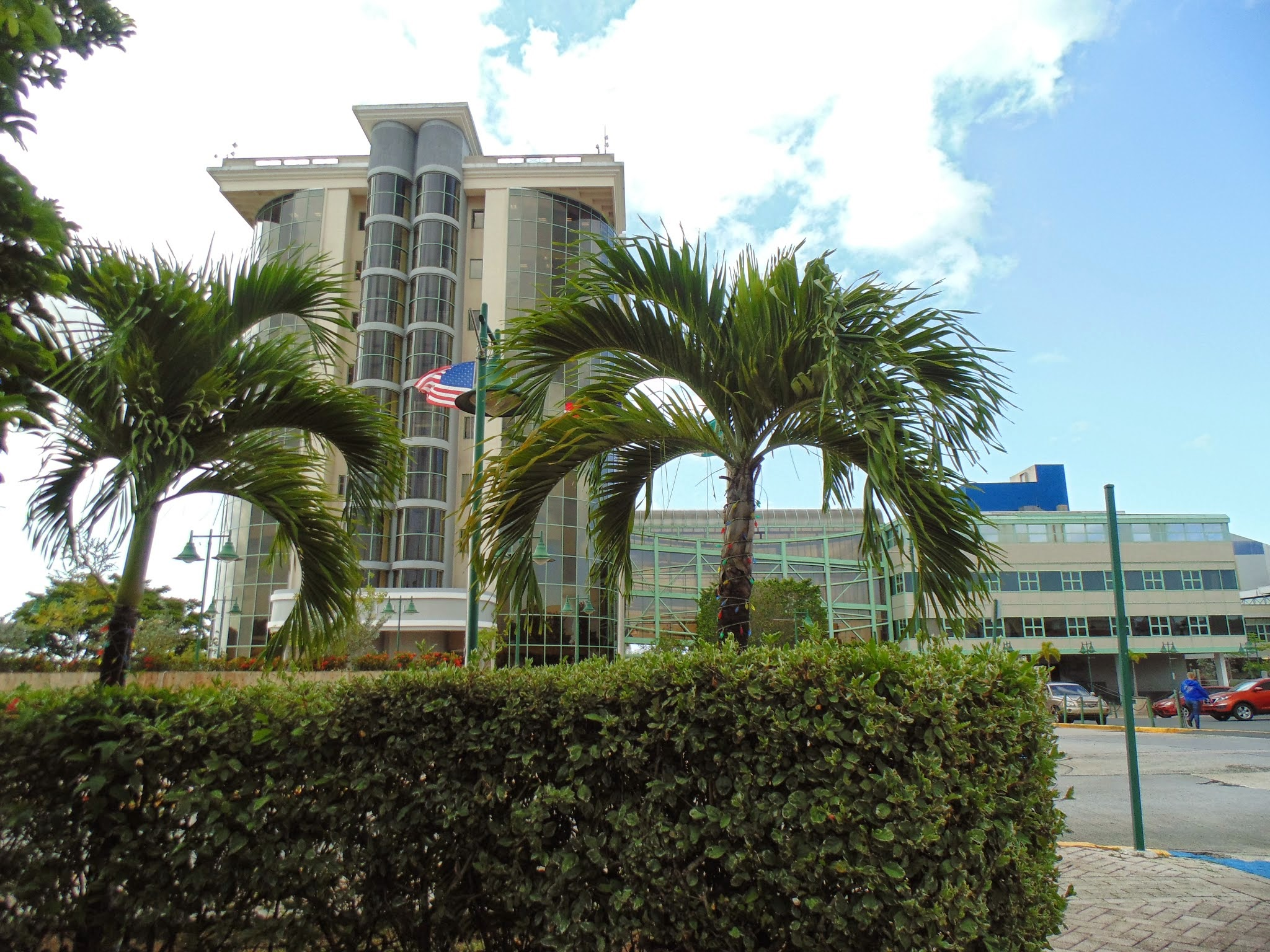
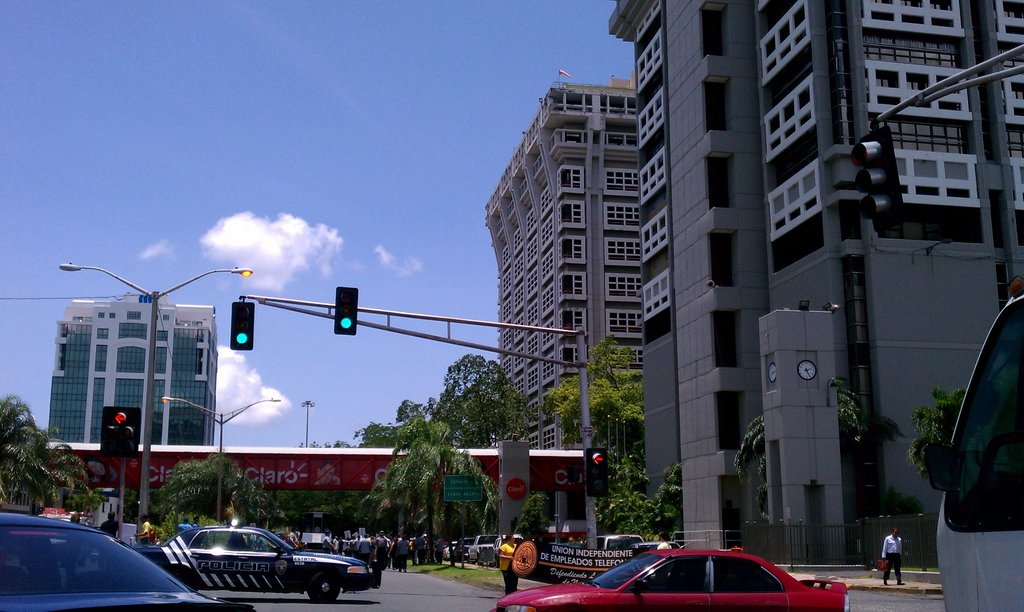

| Населённый пункт | Статус | Население:    | Население:    | Население:    |
| Населённый пункт | Статус | на 01.04.1990 | на 01.04.2000 | на 01.04.2010 |
| ---------------- | ------ | ------------- | ------------- | ------------- |
| Гуайнабо         | Город  | 73 385        | 78 806        | 75 443        |

## Известные уроженцы
- Арройо Писарро, Йоланда (род.1970) — пуэрто-риканская писательница и поэтесса.